# Krynicki Recykling
Krynicki Recykling S.A. – wiodącą gałęzią działalności przedsiębiorstwa powstałego w 1998 roku, jest pozyskiwanie i uzdatnianie stłuczki szkła opakowaniowego na potrzeby hut szkła w Polsce i na Litwie.
Z uzdatnionej stłuczki szklanej wytwarza się wszelkiego rodzaju opakowania szklane (butelki, słoiki), wykorzystywane w polskim oraz zagranicznym przemyśle spożywczym.
Krynicki Recykling pozyskuje stłuczkę szklaną dzięki współpracy z gminami, producentami wyrobów w opakowaniach szklanych, przedsiębiorstwami komunalnymi, punktami skupu surowców wtórnych, wysypiskami  śmieci oraz stacjami demontażu pojazdów i wymiany szyb samochodowych.
Krynicki Recykling S.A. posiada stacje uzdatniania stłuczki położone w bliskiej lokalizacji kluczowych odbiorców, zaopatrywane przez systematycznie rozwijaną sieć – obecnie ponad 1400 - dostawców. W 2008 r., dzięki przejęciu pełnej kontroli nad spółką MDJ oraz innych aktywów, Krynicki Recykling S.A. pozyskał nowoczesną stację do uzdatniania stłuczki szklanej, umożliwiającą uzyskanie najdrobniejszej granulacji szkła, jak również linię do uzdatniania stłuczki szklanej bezbarwnej i kolorowej. Kolejną przewagą konkurencyjną Spółki jest sprawna logistyka: Krynicki Recykling S.A., jako jedna z nielicznych takich firm w Polsce, odbiera szkło od dostawców własnym transportem oraz udostępnia własne kontenery do segregacji odpadów szkła.
W latach 2010–2022 notowana na Giełdzie Papierów Wartościowych w Warszawie.
W 2010 r. Krynicki Recykling S.A. osiągnął przychody w wysokości 17 884 tys. zł, zaś zysk netto wyniósł 732 tys. zł